# Павильон № 43 «Коневодство» на ВДНХ
Павильон «Коневодство» — 43-й павильон ВДНХ, построенный в 1953—1954 годах в составе комплекса из трёх павильонов экспозиции «Коневодство». В 1959—1966 годах носил название «Животноводство».

## История
Павильон был построен в 1953—1954 годах по проекту архитектора М. М. Титова. Вместе с соседними павильонами под номерами 40 (ныне «Хлебопродукты») и 41 (ныне «Корма»), а также манежем (ныне павильон № 42 «Животноводство») образовывал комплекс павильонов экспозиции «Коневодство». Павильон оформлен в стиле сталинского неоклассицизма, с приданием сходства с конными усадебными дворами России XVIII-XIX веков. Он образует ансамбль с павильоном № 41, состоя из двух корпусов, расположенных под прямым углом друг к другу. Два фасада, выходящих к аллее, украшены четырёхколонными портиками. Наряду с двумя другими павильонами из комплекса «Коневодство», здесь внутри демонстрировались породы лошадей. При этом в 43-м павильоне выставлялись рысистые и тяжеловозные породы. С 1959 по 1966 год павильон носил название «Животноводство», перешедшее затем к соседнему 42-му павильону — бывшему манежу. С 1967 года снова получил название «Коневодство». Это единственный павильон животноводческого городка ВДНХ, не утративший свою изначальную функцию после распада СССР. Она сохранилась до нашего времени. На данный момент в этом павильоне находится Центр Национальных Конных Традиций. 